# Yván Quispe
Pour les articles homonymes, voir Quispe.
Yvan Quispe Apaza, né à Juliaca le 21 avril 1984, est un ingénieur et homme politique péruvien. Il est ministre de la Production depuis le 29 juillet 2021 et ancien membre du Congrès.

## Biographie
Il a étudié l'ingénierie à l'Université nationale de l'Altiplano (UNA), où il obtient une maîtrise en économie et en droit à l'Université José Carlos Mariátegui.
Il a également occupé différents postes dans les municipalités de district d'Atuncolla, Samán et dans la municipalité provinciale de San Antonio de Putina.

## Parcours politique
Il est coordinateur provincial et régional du Front large à Puno.
Quispe est élu membre du Congrès de la République pour Puno lors des élections législatives péruviennes de 2020, convoquées après la dissolution du Congrès par Martín Vizcarra.
Au Congrès, il est membre du groupe parlementaire du Il faisait partie du Front large, il est élu porte-parole du groupe et président de la commission pour la levée de l'immunité parlementaire.
Le 29 juillet 2021, il est nommé ministre de la Production dans le gouvernement de Pedro Castillo.
Quispe a prêté serment « pour les pêcheurs artisanaux et pour les milliers de micro et petits entrepreneurs qui demandent aujourd'hui la relance économique ».